# Sobontoro (Balen)
Sobontoro is een bestuurslaag in het regentschap Bojonegoro van de provincie Oost-Java, Indonesië. Sobontoro telt 3158 inwoners (volkstelling 2010).